# Mellanstatlig organisation

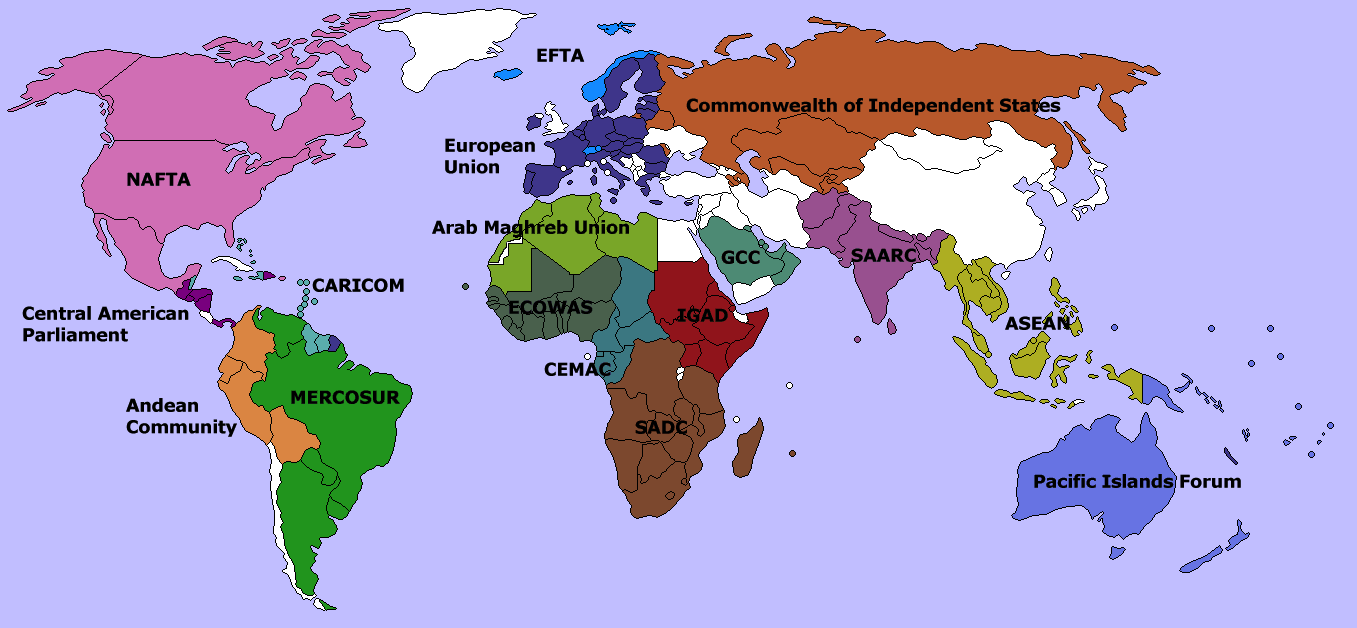
Ett urval av regionala, mellanstatliga organisationer

En mellanstatlig organisation är en form av internationell organisation, vilken har stater som medlemmar. Fullvärdiga medlemmar i mellanstatliga organisationer benämns ofta medlemsstater. Exempel på typiska mellanstatliga organisationer är Förenta nationerna (FN), Europarådet och Nordiska rådet. Beslut fattas vanligtvis med enhällighet inom mellanstatliga organisationer och det är ovanligt att beslut kan få rättslig verkan för en medlemsstat mot dess vilja. Detta är en väsentlig skillnad gentemot överstatliga organisationer, då medlemsstaterna istället överför en del av sin egen suveränitet till organisationen. Det bör noteras att Europeiska unionen är en något mer svårplacerad företeelse då den har drag av både mellanstatlighet och överstatlighet.[källa behövs]

## Lista över mellanstatliga organisationer

### Världsomspännande
- Asia-Pacific Economic Cooperation (APEC)
- Arabförbundet
- Black Sea Economic Cooperation
- De alliansfria staternas organisation
- Förenta nationerna (FN)
- G7
- G10
- G20
- Interparlamentariska unionen
- Internationella valutafonden
- Interpol
- Islamiska konferensorganisationen (IKO)
- Latinska unionen
- Nato
- Oberoende staters samvälde
- OECD
- Opec
- Organisation internationale de la Francophonie
- OSSE
- Samväldet
- Världsbanken
- Världshandelsorganisationen (WTO)

### Afrikanska
- Afrikanska unionen
- ECOWAS
- Igad
- Maghrebunionen
- Southern African Development Community
- Sydafrikanska tullunionen
- Östafrikanska gemenskapen

### Amerikanska
- Karibiska gemenskapen
- Mercosur
- North American Free Trade Agreement
- Organization of American States

### Asiatiska
- ASEAN
- Shanghai Cooperation Organization
- Sydasiatiska regionala samarbetsorganisationen

### Europeiska
- Baltiska rådet
- Centraleuropeiska frihandelsavtalet
- Centraleuropeiska initiativet
- Efta
- Europarådet
- Europeiska unionen (EU) (betraktas dock ofta som överstatlig)
- GUAM
- Nordiska rådet
- Visegrádgruppen

### Oceaniska
- ANZUS
- Pacific Islands Forum

### Mellanstatliga organisationer som upphört
- ALALC
- Baltiska frihandelsområdet
- Europeiska betalningsunionen
- Nationernas förbund
- OAU
- OEEC
- Organization for European Economic Cooperation
- Southeast Asia Treaty Organization
- Västeuropeiska unionen

### Planerade mellanstatliga organisationer
- Free Trade Area of the Americas
- Östafrikanska federationen
- Eurasiatiska unionen